# Caprine arthritis encephalitis
Caprine arthritis encephalitis (CAE) is een besmettelijke hersen- en gewrichtsaandoening bij geiten, die veroorzaakt wordt door een lentivirus, dat behoort tot de retrovirussen. De ziekte is verwant aan de zwoegerziekte, die bij schapen voorkomt.

## Wijze van besmetting
Jonge lammeren kunnen via de mond geïnfecteerd worden met de biest (colostrum) of melk. Besmetting met CAE is ook mogelijk via andere secreties en uitwerpselen, vooral bij langdurig en intensief contact zoals dat bij melkgeiten voor kan komen. Intra-uteriene infecties en dekinfecties zijn weliswaar niet uit te sluiten, maar lijken geen grote rol te spelen. Niet alleen geiten maar ook schapen kunnen het virus doorgeven. Schapen krijgen geen CAE, de ziekte is diersoortspecifiek. Na een infectie duurt het maanden en soms jaren voor er antistoffen tegen het virus in het bloed aanwezig zijn. De eerste ziekteverschijnselen verschijnen nog later. Er is geen behandeling voor en vaccinatie of inenting is er niet. Met het colostrum uitgescheiden anti-CAE antistoffen geven geen bescherming tegen CAE.

## Verschijnselen
Er zijn drie vormen van CAE: hersenontsteking, chronische gewrichtsontsteking en chronische bindweefselontsteking.
CAE komt voor bij geiten van alle leeftijden. Wel is de aard van het ziektebeeld onder andere afhankelijk van de leeftijd.
De hersenontsteking (encefalitis) komt vooral voor bij lammeren op een leeftijd van twee tot zes maanden. De eerste verschijnselen zijn een onzekere gang van één of beide achterpoten, die snel verergert en binnen één of twee weken leidt tot verlamming van de achterhand. Langzaam raakt ook de voorhand verlamd. Het dier herstelt niet meer van deze ziekteverschijnselen en zal overlijden.
De chronische gewrichtsontsteking (artritis) komt voor bij volwassen geiten. Dit wordt dikke knieënziekte genoemd. Het begint met gezwollen en pijnlijke kniegewrichten van de voorpoten. Dit breidt zich langzaam uit naar de gewrichten van de schouders, heupen, bekken en knieën van de achterpoten. Het verloop is wisselend. Het dier sterft uiteindelijk aan bijkomende ziekteverschijnselen.
De chronische bindweefselontsteking kan zich voordoen in de longen of in de uier. De ontsteking in de longen geeft een versnelde ademhaling met soms een hoest. Bij een uierontsteking vermindert de melkproductie.

## Bestrijding
CAE is een groot en actueel probleem in de Nederlandse melkgeitenhouderij. Een geitenbedrijf dat niet CAE-vrij is, kan nauwelijks een hoge melkproductie halen.
Door middel van bloed- of melkonderzoek op antistoffen tegen het CAE virus kan vastgesteld worden of een geit besmet is. Binnen de vrijwillige CAE-bestrijding worden de positief reagerende dieren afgevoerd. Na een half jaar wordt dit herhaald. Als na twee bloedonderzoeken geen besmette dieren op een bedrijf aanwezig zijn, krijgt het bedrijf een verklaring voor de certificaatwaardigheid (onverdacht status) voor één jaar. Dit onderzoek volgens steekproefmodel (95% zekerheid dat een prevalentie van 2% of meer gedetecteerd wordt) wordt vervolgens jaarlijks herhaald om certificaatwaardig te blijven.
Het doel van de certificering is dat op termijn de gehele Nederlandse geitenstapel vrij zal zijn van CAE.

## Voorkomen in Nederland
De eerste gevallen van CAE in Nederland zijn beschreven in 1987.